# Astragalus devestitus
Astragalus devestitus là một loài thực vật có hoa trong họ Đậu. Loài này được Pazij & Vved. miêu tả khoa học đầu tiên.